# La Sainte Famille avec saint Jean-Baptiste (Le Caravage)
Pour les articles homonymes, voir La Sainte Famille avec saint Jean-Baptiste.
La Sainte Famille avec saint Jean-Baptiste (en italien Sacra Famiglia con san Giovanni Battista) est un tableau du Caravage peint vers 1606, faisant partie de la collection Otero Silva et conservé à la Gemäldegalerie de Berlin.